# Provadija
Provadija (búlgaro:Провадия) é uma cidade da Bulgária, localizada no distrito de Varna. A sua população era de 12,901 habitantes segundo o censo de 2010.

## População
| Provadija | Provadija | Provadija | Provadija | Provadija | Provadija | Provadija | Provadija | Provadija | Provadija | Provadija | Provadija | Provadija | Provadija | Provadija | Provadija | Provadija | Provadija | Provadija | Provadija |
| --- | --------- | --------- | --------- | --------- | --------- | --------- | --------- | --------- | --------- | --------- | --------- | --------- | --------- | --------- | --------- | --------- | --------- | --------- | --------- |
| Ano | 1887      | 1910      | 1934      | 1946      | 1956      | 1965      | 1975      | 1985      | 1992      | 2001      | 2002      | 2003      | 2004      | 2005      | 2006      | 2007      | 2008      | 2009      | 2010      |
| População |           |           |           | 8,729     | 12,463    | 13,826    | 15,166    | 15,781    | 15,251    | 14,229    | 14,141    | 14,046    | 13,952    | 13,849    | 13,654    | 13,485    | 13,221    | 13,030    | 12,901    |
| Fontes: Instituto Nacional de Estatísticas, „citypopulation.de“, „pop-stat.mashke.org“, Bulgarian Academy of Sciences |           |           |           |           |           |           |           |           |           |           |           |           |           |           |           |           |           |           |           |